# Maria Bąkowska
Maria Anna Bąkowska z domu Wrzesińska (ur. 18 maja 1975 w Olsztynie) – polska samorządowiec i urzędniczka, od 2023 członek zarządu województwa warmińsko-mazurskiego VI i VII kadencji.

## Życiorys
Córka Henryka i Teresy. Ukończyła studia z pedagogiki społecznej na Uniwersytecie Warmińsko-Mazurskim w Olsztynie, kształciła się podyplomowo w zakresie zarządzania przedsiębiorstwem. W 2000 zatrudniona jako inspektor w Urzędzie Marszałkowskim Województwa Warmińsko-Mazurskiego, dochodząc do stanowiska wicedyrektor gabinetu marszałka. W latach 2007–2015 była dyrektor gabinetu wojewody Mariana Podziewskiego, następnie od 2015 do 2023 pozostawała sekretarzem powiatu olsztyńskiego. Była współorganizatorką Forum Kultury Warmii i Mazur.
Zaangażowała się w działalność polityczną w ramach Polskiego Stronnictwa Ludowego. Bez powodzenia kandydowała do Sejmu w 2023. Ubiegała się o mandat radnej sejmiku warmińsko-mazurskiego w 2014, mandat uzyskała po raz pierwszy w 2024. 7 listopada 2023 została powołana na stanowisko członka zarządu województwa warmińsko-mazurskiego. 14 maja 2024 znalazła się w składzie kolejnego zarządu VII kadencji. Powierzono jej odpowiedzialność za sprawy edukacji, kultury oraz turystyki i sportu.

## Odznaczenia
Odznaczona m.in. Medalem Komisji Edukacji Narodowej i Odznaką Honorową za Zasługi dla Województwa Warmińsko-Mazurskiego.